# Горење Селце
Горење Селце (словен. Gorenje Selce) је насељено место у општини Требње, регија Југоисточна Словенија, Словенија.

## Историја
До територијалне реорганизације у Словенији било је у саставу старе општине Требње.

## Становништво
У попису становништва из 2011. године, Горење Селце је имало 52 становника.
| Број становника према пописима | Број становника према пописима | Број становника према пописима |
| ------------------------------ | ------------------------------ | ------------------------------ |
| 1991                           | 2002                           | 2011                           |
| 66                             | 68                             | 52                             |

Напомена: До 2015. исказивано под именом Горење селце. Године 2015. назив насеља је исправљен у Горење Селце.